# Arthur Agar-Robartes (8e vicomte Clifden)
Arthur Victor Agar-Robartes, 6e vicomte Clifden (9 juin 1887 - 22 décembre 1974) est un homme politique, militaire et pair britannique.

## Biographie

### Vie privée
Arthur Agar-Robartes est le plus jeune fils de Thomas Agar-Robartes, 6e vicomte Clifden et de son épouse Mary Dickenson.
Il fait ses études au Collège d'Eton, avant de fréquenter le Brasenose College d'Oxford. Il est membre du Bullingdon Club pendant son séjour à Oxford. Arthur Agar-Robartes est un joueur de cricket récréatif passionné, jouant une fois pour Cornwall dans un match de championnat des comtés mineurs en 1904, qui se jouait à son domicile de Lanhydrock.

### Vie publique
Arthur Agar-Robartes sert pendant la Première Guerre mondiale. Il est mentionné pour la première fois dans des dépêches en 1915, en tant qu'officier mitrailleurs du 2e bataillon Grenadier Guards. Il est blessé trois fois au cours de la guerre : le 8 octobre 1915, le 14 septembre 1916 et le 23 mars 1918. Il atteint le grade de major et reçoit la Croix militaire. Son frère, Thomas Agar-Robartes, est  tué au combat en 1915 et a été recommandé à titre posthume pour la Croix de Victoria.

## Famille
Il épouse, le 17 novembre 1920, Patience Mary Basset (1901-1956), fille d'Arthur Francis Basset et de Rebecca Harriet Buller Salusbury-Trelawny. Ils n'ont pas d'enfant.

## Distinctions

### Décorations britanniques
- Croix militaire
- 1914-1915 Star (décembre 1918)
- British War Medal (26 juillet 1919)
- Victory Medal (1er septembre 1919)
- Médaille du couronnement du roi George V (30 juin 1911)
- Médaille du jubilé d'argent de George V (6 mai 1935)
- Médaille du couronnement du roi George VI (12 mai 1937)
- Médaille du couronnement d'Élisabeth II (2 juin 1953)